# Substrát (chemie)
Substrát (nebo také reaktant) je obecně výchozí chemická látka, která vstupuje do chemické reakce a mění se na produkt. Většinou je to látka, která je v nadbytku a je přeměněna na hlavní produkt. Během reakce se tedy substrát spotřebovává. Pokud se reakce účastní činidlo, je to naopak látka, která do reakce vstupuje v malém množství a během reakce mění substrát na hlavní produkt.
V chemii je tedy substrát výchozím materiálem, v nejširším slova smyslu nosičem určitých fyzikálních, chemických nebo biologických vlastností, které se mění v důsledku reakce nebo v průběhu několika reakcí.
Pojem substrát se nejčastěji používá v biochemii. Substrátem je zde látka, která reaguje v enzymaticky řízené reakci. Při takové reakci enzym štěpí nebo mění jeden nebo více substrátů katalytickou reakcí. Při mikrobiologických experimentech je živné médium také označováno jako substrát. Při metabolismu živých organismů se pro substrát vžil název prekurzor.

## Typy reakcí substrátů
Spontánní reakce
S → P (S je substrát a P je produkt)
Katalyzovaná reakce
S + C → P + C (S je substrát, P je produkt a C je katalyzátor)
Enzymatická reakce
E + S ⇌ ES → EP ⇌ E + P (E je enzym, S je substrát, ES je komplex enzym-substrát, EP je komplex enzym-produkt a P je produkt)

## Enzymatické reakce

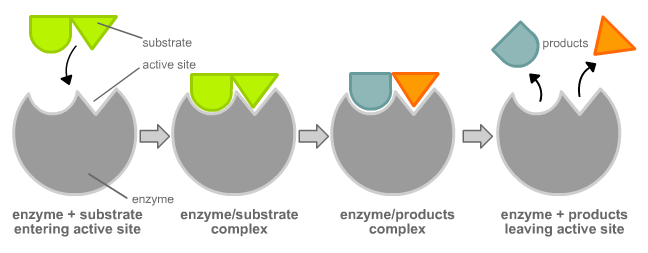
Princip reakce substrátu s aktivním centrem enzymu

V biochemii je substrátem molekula, na kterou působí enzym a při této katalytické reakci se mění na molekulu produktu. Reakce probíhá v aktivním místě enzymu. Vzhledem k tomu, že enzym je katalyzátor, vychází z reakce nezměněn.
Na obrázku je jednoduché schéma této reakce. Substrát se váže s enzymem v aktivním místě a vytvoří komplex enzym-substrát. Tento komplex se přemění katalytickou reakcí na komplex enzym-produkt, který se pak uvolní z aktivního místa. Aktivní místo pak může volně přijímat další molekulu substrátu.
V případě více než jednoho substrátu se mohou tyto substráty vázat v určitém pořadí na aktivní místo předtím, než společně reagují za vzniku produktů.